# Musik für Orgel (Karg-Elert)
Musik für Orgel op. 145 ist eine Orgelsonate von Sigfrid Karg-Elert, die zu den bedeutendsten Werken des Komponisten gerechnet wird. Das Stück entstand 1931 als Auftragswerk für den Organisten Johannes Piersig und wurde 1932 erstveröffentlicht.

## Das Werk
Der äußere Bau der Musik für Orgel zeigt mit seiner Einteilung in einen sonatenförmigen schnellen Kopfsatz, einen langsamen Satz und ein schnelles Finale deutliche Parallelen zu überkommenen Sonatenschemen. Ähnlich wie bereits in seiner kurz zuvor entstandenen Orgelsinfonie handhabt der Komponist die Formen aber auf sehr individuelle Weise. So kommt es in op. 145 z. B. kaum zu Formulierungen, die man im traditionellen Sinne als Themen bezeichnen könnte. Viel mehr ist das musikalische Geschehen auf kleinen, sich gegenseitig ergänzenden Motiven aufgebaut, sodass es sich bei der Musik für Orgel um eine der motivisch am dichtesten gearbeiteten Kompositionen Karg-Elerts handelt. Große Teile des Materials sind aus dem vom Komponisten sehr häufig benutzten B-A-C-H-Motiv sowie aus der Johann Sebastian Bach zugeschriebenen Kirchenliedmelodie „Selig, wer an Jesum denkt“ BWV 498 abgeleitet. Aufgrund von Letzterem könnte man die Musik für Orgel auch der Gattung der Choralsonate zuordnen. Karg-Elert gab für das Werk keine Tonartvorzeichnung an, als zentrale Tonart lässt sich aber h-Moll ausmachen. Die tonalen Bindungen werden allerdings in für den Komponisten typischer Weise bis an die Grenzen getrieben.
Die Spieldauer des Werkes beträgt ca. 26 Minuten. 

### 1. Satz: Preambulo. Allegro energico
Beim Kopfsatz (4/4-Takt) handelt es sich um einen knappen, konzentriert gestalteten Sonatensatz. Er beginnt mit einer Exposition (T. 11–22), die in drei Abschnitte eingeteilt ist, von denen jeder ein eigenes Motiv vorstellt. Die Durchführung (T. 23–57) arbeitet überwiegend mit dem Motiv des dritten Expositionsteils. Sie deckt Schritt für Schritt die Verwandtschaft des Expositionsmaterials mit B-A-C-H auf. Die leicht gekürzte Reprise (T. 58–77) verläuft regelmäßig und mündet in eine kurze Coda (T. 78–81), in der die erste Zeile des Kirchenliedes zitiert wird.

### 2. Satz: Canzona. Adagio molto
Die Canzona (4/4-Takt) ist dreiteilig angelegt. Wiederum baut jeder Teil auf einem eigenen Motiv auf. Der erste (T. 1–29) ist zweistimmig gesetzt und weitet die Stimmenzahl nur in T. 14–16 aus, in welchen auf B-A-C-H zurückgegriffen wird. Der mittlere Abschnitt (T. 30–59) verläuft überwiegend dreistimmig. Hier werden mehrmals Teile des Kirchenliedes als Cantus firmus in den Satzverlauf eingebaut. Der Schlussteil (T. 60–81) verwendet zwar anderes Material als der erste, nimmt jedoch dessen formale Konstellation wieder auf.

### 3. Satz: Solfeggio ed Ricercare. Presto ed affanato
Das Finale ist der weitaus komplexeste und mit einer Spieldauer von ca. 12 Minuten auch längste Satz der Musik für Orgel. Das eröffnende, zweiteilige Solfeggio (6/16-Takt) hat den Charakter einer Toccata. Der erste Teil (T. 1–49) formt Motive aus den ersten beiden Sätzen zu virtuosen Läufen um, bereitet schon das Material vor, aus dem später das Ricercar gebildet wird. Der nach einer kurzen Überleitung einsetzende zweite Teil (T. 52–131) führt neue Motivvarianten ein und verdichtet die Entwicklung ab T. 97 durch Verkettung derselben mit vorherigen Motiven. Danach setzt ein erster Überleitungsabschnitt ein (T. 132–156), in welchem erneut das Kirchenlied verarbeitet wird. Eine zweite Überleitung (T. 157–183) wechselt in den 6/8-Takt, die Taktart des Ricercars, das in T. 184 fast unbemerkt aus dem Vorangegangenen herauswächst. Es handelt sich bei diesem zweiten Satzteil um eine freie Doppelfuge mit drei Durchführungen, welche sofort vierstimmig beginnt. Zwischen die zweite und dritte Durchführung ist ein weiterer Cantus-firmus-Satz über das Kirchenlied eingefügt (T. 251–266). Die dritte Durchführung kombiniert beide Fugenthemen. Zunehmend dominiert dann das zweite Thema in Umkehrung das Geschehen, wobei seine Verwandtschaft mit dem Kirchenlied offensichtlich wird. Am Ende des Ricercars setzen sich wieder toccatenartige Spielfiguren durch. Die wuchtige Coda (T. 297–303), die die Musik für Orgel mit einem dissonanzverstärkten H-Dur-Akkord ausklingen lässt, wird von Rückgriffen auf die Zeilen 1 und 4 des Kirchenliedes gebildet.